# Рущак Микола Андрійович
Рущак Микола Андрійович (нар. 30 жовтня 2003) — український легкоатлет, який спеціалізується на спортивній ходьбі.
На внутрішніх змаганнях представляє Сумську область.
Тренується у Олексія та Людмили Шелестів.

## Спортивні досягнення
Посів 34-е місце у ходьбі на 20 кілометрів на командному чемпіонаті світу (2024).
Посів 5-е місце в особистому заліку на 20-кілометровій дистанції ходьби на командному чемпіонаті Європи з ходьби, де показав другий в історії України час (1:18.50), який лише 13 секундами поступався рекорду України.
Чемпіон України (2025) та срібний призер чемпіонату України (2024) з ходьби на 20 кілометрів.
Бронзовий призер чемпіонату України в приміщенні з ходьби на 10000 метрів (2024).
Був 6-м у шосейній ходьбі на 20 кілометрів на чемпіонаті Європи серед молоді (2023).
На чемпіонатах світу (2022) та Європи (2021) серед юніорів у ходьбі на 10000 метрів був 24-м та 17-м відповідно.
Посів 15-е місце у ходьбі на 10000 метрів на чемпіонаті Європи серед юнаків (2019).